# Белая (приток Лугани)
Бе́лая (Белая Лугань) — река в Луганской области Украины, правый приток реки Лугани. Бассейн Северского Донца. Длина реки 88 км. Площадь водосборного бассейна 755 км². Уклон — 3,1 м/км. Долина реки асимметрична, шириной до 3 км. Русло извилистое, шириной от 2 до 10 метров, есть перекаты. Используется для орошения, технических и бытовых потребностей, рекреации.

## География
Берёт начало на юго-западных склонах Донецкой возвышенности. Протекает по территории Перевальского, Лутугинского и Славяносербского районов Луганской области. Сооружено Исаковское водохранилище (выше Михайловки), есть пруды.

### Населённые пункты
- Тимирязево (исток в восточных окрестностях)
- Городище
- Малоивановка
- Красная Заря
- Новосёловка
- Ящиково
- Селезнёвка
- Бугаевка
- Малоконстантиновка
- Троицкое
- Михайловка
- Юрьевка
- Белое
- Весёлая Тарасовка
- Гаевое
- Сабовка

### Притоки
- Чернухина (левый)
- Длинная[укр.] (левый)